# Harichovce
Harichovce – wieś (obec) na Słowacji położona w kraju koszyckim, w powiecie Nowa Wieś Spiska. Pierwsze wzmianki o miejscowości pochodzą z roku 1268.
Według danych z dnia 31 grudnia 2012, wieś zamieszkiwało 1858 osób, w tym 950 kobiet i 908 mężczyzn.
W 2001 roku rozkład populacji względem narodowości i przynależności etnicznej wyglądał następująco:
- Słowacy – 98,81%
- Czesi – 0,06%
- Polacy – 0,06%
- Ukraińcy – 0,06%
- Węgrzy – 0,06%

Ze względu na wyznawaną religię struktura mieszkańców kształtowała się w 2001 roku następująco:
- Katolicy rzymscy – 93,98%
- Grekokatolicy – 1,25%
- Ewangelicy – 0,71%
- Prawosławni – 0,06%
- Husyci – 0,12%
- Ateiści – 1,85%
- Przedstawiciele innych wyznań – 0,06%
- Nie podano – 1,43%

W miejscowości jest przystanek kolejowy Harichovce.